# Italdisc
Italdisc è stata una casa discografica italiana, attiva dal 1956 al 1972.

## Storia
La Italdisc venne fondata nel 1956 da Davide Matalon, discografico che aveva lavorato dal 1953 presso la CGD come responsabile della produzione internazionale collaborando con Teddy Reno, e Mario Levi, che si occupava di importare negli Stati Uniti d'America i dischi delle case discografiche italiane CGD, Fonit, Parlophon e Vis Radio.

Davide Matalon con Mina

Parallelamente Matalon fondò anche la Broadway, specializzata per lo più in cover di brani internazionali, per cui iniziò ad incidere nel 1958 Mina, scoperta proprio da Matalon, con lo pseudonimo di Baby Gate, la sede delle due case discografiche era a Milano (dapprima in viale Papiniano 45, poi in via Beccaria 5).
Tra gli artisti che incisero per questa casa discografica, oltre a Mina che ne fu l'artista più celebre, suo fratello Geronimo, il cantautore folk pugliese Matteo Salvatore, la cantante Renata Mauro, Ricky Gianco (che incise un 45 giri con il suo vero nome, Ricky Sanna, e con la collaborazione dei Ribelli), il tenore Bruno Venturini (prestato, ai suoi esordi, alla musica leggera), il cantautore Roberto Vecchioni e la cantante Anna Ferrari. C'era anche un cantante statunitense che incise in italiano il MO-187 col nome d'arte Mordred e poi tornò in America, dove incise col nome d'arte Riccardo Wolf.

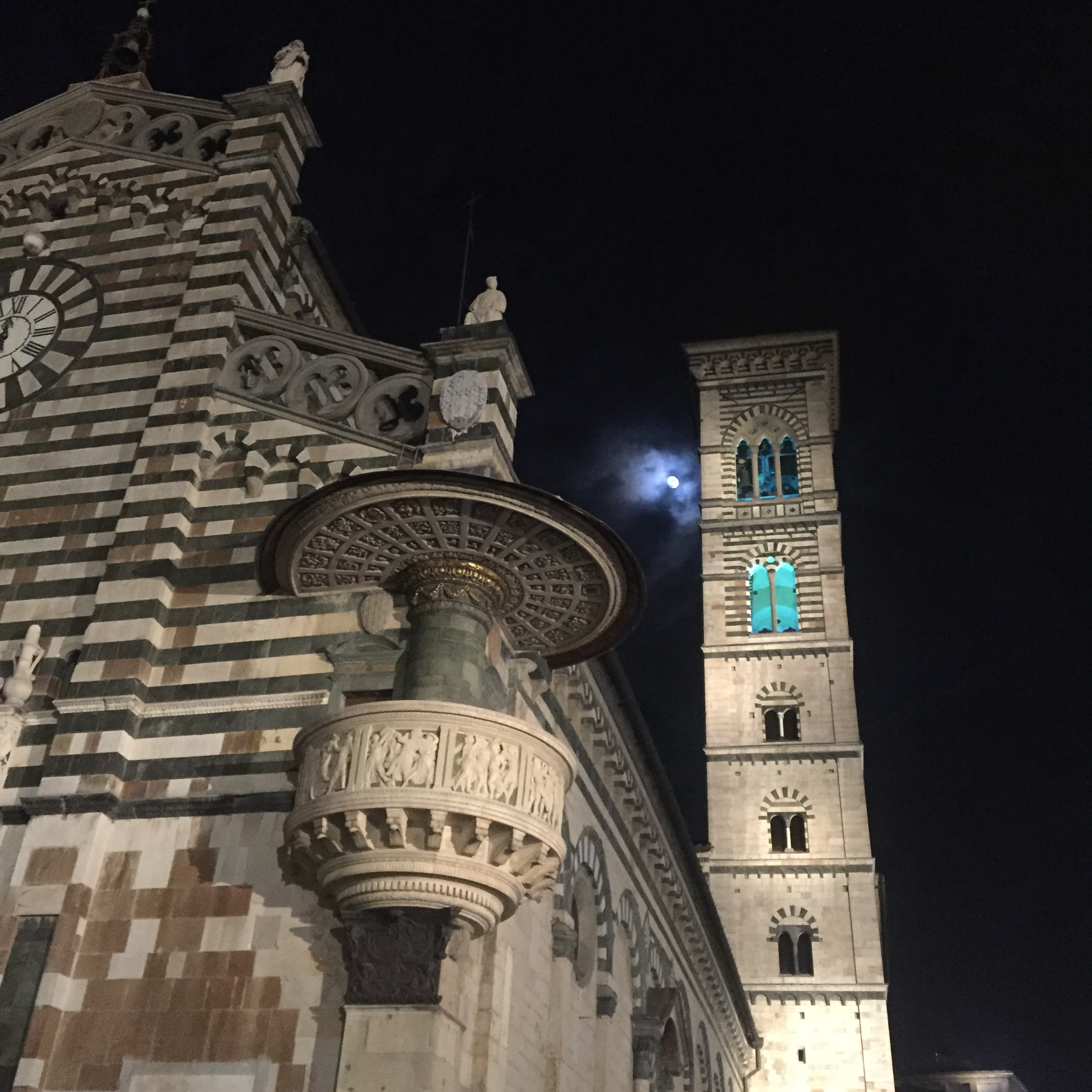
Un 45 giri di Mina pubblicato dalla Italdisc nel 1959

Nel 1960 Matalon diede vita anche ad una casa di edizioni musicali, la Ducale, e nel 1963 aprì a Brebbia una fabbrica di dischi con lo stesso nome; infine nel 1971 aprì un'altra casa discografica, la Ducale, ancora con la stessa denominazione.

## Dischi
La datazione qui riportata si basa sull'etichetta del disco o sulla copertina; qualora nessuno di questi elementi abbia una datazione, è basata sulla numerazione del catalogo; talora è, infine, basata sul codice della matrice di stampa. Se esistenti, sono riportati, oltre all'anno, il mese e il giorno (quest'ultimo dato si trova, a volte, stampato sul vinile).

### Album a 33 giri
| Numero di catalogo | Anno | Interprete         | Titoli                                               |
| ------------------ | ---- | ------------------ | ---------------------------------------------------- |
| IT-LPM 10001       | 1957 | Vittoria Mongardi  | Vittoria Mongardi con le orchestre del M° Maraviglia |
| LPMH 181           | 1960 | Mina               | Tintarella di luna                                   |
| LPMH 182           | 1960 | Mina               | Il cielo in una stanza                               |
| LPMH 183           | 1961 | Mina               | Due note                                             |
| LPMH 184           | 1962 | Mina               | Moliendo café                                        |
| LPMH 185           | 1962 | Mina               | Renato                                               |
| LPMH 186           | 1963 | Mina               | Stessa spiaggia, stesso mare                         |
| LPMH 187           | 1964 | Mina               | Mina Nº 7                                            |
| LPBV 188           | 1967 | Bruno Venturini    | Panorama napoletano                                  |
| LPD 192            | 1971 | Giampiero Boneschi | Organ hits a gogò                                    |
| LPD 193            | 1971 | Anna Ferrari       | Il mio debutto                                       |
| LPD 197            | 1971 | Fili d'Erba        | Fili d'erba                                          |

### EP
| Numero di catalogo | Anno | Interprete                                               | Titoli                                                                                   |
| ------------------ | ---- | -------------------------------------------------------- | ---------------------------------------------------------------------------------------- |
| EPM 1001           | 1957 | Vittoria Mongardi                                        | Vogliamoci tanto bene/Lisboa antigua/Ricordando pic-nic/Un filo di speranza              |
| EPP 1002           | 1958 | Marcello Ponti                                           | La più bella del mondo/Capricciosa/Un po' di cielo/Che sbadato!                          |
| EPR 1003           | 1958 | Gino Ravellese                                           | Lazzarella/Serenatella sciuè sciuè/Chella llà/Cantammola 'sta canzone                    |
| EPA 1004           | 1958 | Gianni Ales                                              | Tu vuo fa' l'americano/Cicoria/Passeggiando per Pigalle/I cavalieri della Tavola Rotonda |
| EPL 1005           | 1958 | Alfredo Labardi e il suo complesso, canta Mirella Carmen | Little darlin'/'O guaglione all'estero/Come prima/Calypso italiano                       |
| EPL 1007           | 1958 | Alfredo Labardi e il suo complesso, canta Mirella Carmen | Maleych/La canzone che piace a te/Shangai/Timida serenata                                |
| EPMH 1010          | 1959 | Mina                                                     | Sanremo 1959 - Tua/Nessuno/Io sono il vento                                              |
| EPMH 1013          | 1959 | Mina                                                     | Buon dì/Piangere un po'/Tintarella di luna/La verità                                     |
| EPMH 1016          | 1960 | Mina                                                     | È vero/Perdoniamoci/Non sei felice/Invoco te                                             |
| EPMH 1017          | 1960 | Mina                                                     | Folle banderuola/La luna e il cow boy/Un piccolo raggio di luna/Vorrei sapere perché     |
| EPMH 1018          | 1960 | Mina                                                     | Coriandoli/Pesci rossi/Briciole di baci/Serafino campanaro                               |
| EPMH 1019          | 1960 | Mina                                                     | Una zebra a pois/Tutto/Sentimentale/Coriandoli                                           |
| EPMH 1020          | 1960 | Mina                                                     | Mina canta Napoli - 'Na sera 'e maggio/Celeste/'O ffuoco/Nuie                            |
| EPMH 1021          | 1960 | Mina                                                     | Il cielo in una stanza/Confidenziale/Piano/Non voglio cioccolata                         |
| EPMH 1022          | 1961 | Mina                                                     | Le mille bolle blu/Che freddo/Io amo tu ami/Come sinfonia                                |

### Singoli a 45 giri
Italdisc segue una catalogazione numerica sequenziale con un prefisso alfabetico diverso costituito dalle iniziali del nome e del cognome del cantante. Fa eccezione Mina, cui viene attribuita la sigla MH, ragionevolmente perché in questo caso il nome d'arte è una sola parola.
A partire dal 1970 il prefisso diventa IT tutti gli interpreti.
| Numero di catalogo | Anno             | Interprete                                                                            | Titoli                                                                                  |
| ------------------ | ---------------- | ------------------------------------------------------------------------------------- | --------------------------------------------------------------------------------------- |
| VM 1               | 1956             | Vittoria Mongardi                                                                     | Piccola Italy/Rome by night                                                             |
| VM 2               | 1957             | Vittoria Mongardi                                                                     | Io vendo baci/Vogliamoci tanto bene                                                     |
| VM 3               | 1957             | Vittoria Mongardi                                                                     | Lisboa antigua/Scusami                                                                  |
| MP 4               | 1957             | Marcello Ponti                                                                        | La più bella del mondo/Un po' di cielo                                                  |
| MP 5               | 1957             | Marcello Ponti                                                                        | Che sbadato!/Usignolo                                                                   |
| MP 6               | 1957             | Marcello Ponti                                                                        | Capricciosa/La mia voce                                                                 |
| GR 7               | 1957             | Gino Ravallese                                                                        | Chella llà/Felicità                                                                     |
| GR 8               | 1957             | Gino Ravallese                                                                        | Cantammola sta canzone/Passiggiatella                                                   |
| GR 9               | 1957             | Gino Ravallese                                                                        | Lazzarella/Serenatella sciuè sciuè                                                      |
| VM 10              | 1957             | Vittoria Mongardi                                                                     | Croce di oro/Domani                                                                     |
| VM 11              | 1957             | Vittoria Mongardi                                                                     | Casetta in Canadà/Non rispondere di no                                                  |
| VM 12              | 1958             | Vittoria Mongardi                                                                     | Ricordando pic-nic/Un filo di speranza                                                  |
| GA 13              | 1958             | Gianni Ales                                                                           | I cavalieri della tavola rotonda/Passeggiando per Pigalle                               |
| GA 14              | 1958             | Gianni Ales                                                                           | A cicoria/Tu vuo' fa' l'americano                                                       |
| DF 15              | 1958             | Duo Festival                                                                          | Polca all'italiana/Maliziusella                                                         |
| GA 16              | 1958             | Gianni Ales                                                                           | Ricciulella/O russo e 'a rossa                                                          |
| GA 17              | 1958             | Gianni Ales                                                                           | Guappetiello/O sisco                                                                    |
| QR 18              | 1958             | Quartetto Radar                                                                       | Scalinatella/Santa Lucia luntana                                                        |
| QR 19              | 1958             | Quartetto Radar                                                                       | Serenata ad un angelo/Bambina innamorata                                                |
| MH 20              | 1958             | Mina                                                                                  | Malatia/Non partir                                                                      |
| MH 21              | 1959             | Mina                                                                                  | La febbre dell'hula hoop/Ho scritto col fuoco                                           |
| MH 22              | 1959             | Mina                                                                                  | Proteggimi/L'ultima preghiera                                                           |
| MH 23              | 1959             | Mina                                                                                  | Tua/Nessuno                                                                             |
| MH 24              | 1959             | Mina                                                                                  | Io sono il vento/Tu senza di me                                                         |
| MH 25              | 1959             | Mina                                                                                  | Amorevole/La verità                                                                     |
| GS 26              | 1959             | Gigione                                                                               | Sei tu/Odio                                                                             |
| MH 27              | 1959             | Mina                                                                                  | Oui oui oui/Buon dì                                                                     |
| FV 29              | 1959             | Franco Vicini                                                                         | Baci di fuoco/A mani giunte                                                             |
| MH 30              | 1959             | Mina                                                                                  | T'ho vista piangere/Piangere un po'                                                     |
| MH 31              | 1959             | Mina                                                                                  | Tintarella di luna/Mai00                                                                |
| MH 32              | 1959             | Mina                                                                                  | Te vulevo scurdà/Lassame                                                                |
| MH 33              | 1959             | Mina                                                                                  | Johnny Kiss/Aiutatemi                                                                   |
| RS 34              | 1959             | Roberto Sanguanini e I Solitari                                                       | I go ape/Tiger                                                                          |
| MH 35              | 1959             | Mina                                                                                  | Whisky/La luna e il cow boy                                                             |
| MH 36              | 1959             | Mina                                                                                  | Vorrei sapere perché/My Crazy Baby                                                      |
| FV 37              | 1959             | Franco Vicini                                                                         | Nel ballare/Jessica                                                                     |
| FV 38              | 1959             | Franco Vicini                                                                         | Remember you're mine/Ghiaccio bollente                                                  |
| FV 39              | 1959             | Franco Vicini                                                                         | Selvaggiamente t'amo/Ehi tu                                                             |
| MH 40              | 1959             | Mina                                                                                  | Folle banderuola/Un disco e tu                                                          |
| FV 41              | 1959             | Franco Vicini                                                                         | A come amore/E' vero                                                                    |
| FV 42              | 1960             | Franco Vicini                                                                         | Libero/Perderti                                                                         |
| RS 43              | 1960             | Roberto Sanguanini e I Solitari                                                       | Noi/Libero                                                                              |
| MH 44              | 1960             | Mina                                                                                  | È vero/Perdoniamoci                                                                     |
| MH 45              | 1960             | Mina                                                                                  | Non sei felice/Invoco te                                                                |
| MH 46              | 1960             | Mina                                                                                  | Pesci rossi/Un piccolo raggio di luna                                                   |
| BH 47              | 1960             | Bob Azzam                                                                             | Love in Portofino/Luna caprese                                                          |
| BH 48              | 1960             | Bob Azzam                                                                             | Cuidado con la mano/Pimpollo                                                            |
| BH 49              | 1960             | Bob Azzam                                                                             | Happy birthday cha cha cha/Till                                                         |
| AV 50              | 1960             | André Verchuren                                                                       | El relicario/Espana cani                                                                |
| AV 51              | 1960             | André Verchuren                                                                       | I Sing "Ammore"/Personality                                                             |
| BH 52              | 1960             | Bob Azzam                                                                             | Malatia/La luna cascabelera                                                             |
| MH 53              | 1960             | Mina                                                                                  | Tessi tessi/Coriandoli                                                                  |
| MH 54              | 1960             | Mina                                                                                  | Briciole di baci/No non ha fine                                                         |
| JH 55              | 1960             | Jacques Helian                                                                        | La petite angine/Mustapha                                                               |
| FDM 56             | 1960             | Franco De Marchis                                                                     | Portami a Roma/Gatta                                                                    |
| MH 57              | 1960             | Mina                                                                                  | Serafino campanaro/Making Love                                                          |
| FV 58              | 1960             | Franco Vicini                                                                         | Grazie settembre/Fenomeno                                                               |
| FV 59              | 1960             | Franco Vicini                                                                         | Abbracciami/Shock rock                                                                  |
| MH 60              | 1960             | Mina                                                                                  | Una zebra a pois/Mi vuoi lasciar                                                        |
| MH 61              | 1960             | Mina                                                                                  | Il cielo in una stanza/La notte                                                         |
| MH 62              | 1960             | Mina                                                                                  | La nonna Magdalena/Gloria                                                               |
| RC 63              | 1960             | Ciato e Raf                                                                           | Cielo/Tutta una vita                                                                    |
| RC 64              | 1960             | Ciato e Raf                                                                           | Le donne di Chicago/Amami                                                               |
| FDM 65             | 1960             | Franco De Marchis                                                                     | 'O viento/Principessa fantasia                                                          |
| MD 66              | 1960             | Mario D'Alba                                                                          | Andar lontano/Oh vieni                                                                  |
| MD 67              | 1960             | Mario D'Alba                                                                          | Uno spicchio di luna/Una certa età                                                      |
| MH 68              | 1960             | Mina                                                                                  | Tutto/Sentimentale                                                                      |
| IR 69              | 1960             | I Ribelli con Ricky Sanna                                                             | Ribelli in blues/La camicia blu                                                         |
| BH 70              | 1960             | Bob Azzam                                                                             | Valentino/Fais-moi le couscous cher                                                     |
| AV 71              | 1960             | André Verchuren                                                                       | Fais-moi le couscous cher/Les enfants du Pirèe                                          |
| MH 72              | 1960             | Mina                                                                                  | Piano/Ho paura                                                                          |
| MH 73              | 1960             | Mina                                                                                  | Confidenziale/S'è fatto tardi                                                           |
| LL 74              | 1960             | Lilli Persifati                                                                       | Buon viaggio amore/Se nel mio cielo                                                     |
| MH 75              | 1960             | Mina                                                                                  | 'Na sera 'e maggio/Celeste                                                              |
| MHD 76             | 1960             | Mina (lato A)/Mario D'Alba (lato B)                                                   | Due note/Uno spicchio di luna                                                           |
| MH 77              | 1960             | Mina                                                                                  | 'O ffuoco/Nuie                                                                          |
| MH 78              | 1960             | Mina                                                                                  | Due note/Non voglio cioccolata                                                          |
| MH 79              | 1961             | Mina                                                                                  | Io amo tu ami/Come sinfonia                                                             |
| MH 80              | 1961             | Mina                                                                                  | Le mille bolle blu/Che freddo                                                           |
| BH 81              | 1961             | Bob Azzam                                                                             | Non sei mai stata così bella/A Palma de Maiorca                                         |
| MD 82              | 1961             | Mario D'Alba                                                                          | Coppia fissa/Il mare nel cassetto                                                       |
| MD 83              | 1961             | Mario D'Alba                                                                          | Voglio un'isola deserta/Al di là                                                        |
| LL 84              | 1961             | Lilli Persifati                                                                       | Qui.../Non piangerò per te                                                              |
| EB 85              | 1961             | Eli Buffa                                                                             | Cerco chi.../La testa vuota                                                             |
| BH 87              | 1961             | Bob Azzam                                                                             | 24.000 baci/Fais-moi le couscous cheri                                                  |
| RM 88              | 1961             | Renata Mauro                                                                          | Ti odio/Non piove sui baci                                                              |
| MH 89              | 1961             | Mina                                                                                  | La fine del mondo/Bum ahi (che colpo di luna)                                           |
| MH 90              | 1961             | Mina                                                                                  | Prendi una matita/Soltanto ieri                                                         |
| RM 91              | 1961             | Renata Mauro                                                                          | I desideri (mi fanno paura)/Portami tante rose                                          |
| PC 92              | 1961             | Pier Chini                                                                            | Chissà/Quando vorrai                                                                    |
| BH 93              | 1961             | Bob Azzam                                                                             | La pachanga/Pepito                                                                      |
| MH 94              | 1961             | Mina                                                                                  | Sciummo/Tu sei mio                                                                      |
| MH 95              | 1961             | Mina                                                                                  | Cubetti di ghiaccio/Anata to watashi (Tu ed io)                                         |
| MH 96              | 1961             | Mina                                                                                  | Moliendo café/Chi sarà                                                                  |
| RM 97              | 1961             | Renata Mauro                                                                          | Passerà/Il tempo è tra noi                                                              |
| AR 98              | 1961             | Angelo Ruggeri                                                                        | Tu ti ni vaie/La zita                                                                   |
| FL 99              | 1961             | Frank Lionello                                                                        | Attendere/Vecchia soffitta                                                              |
| MH 100             | 1961             | Mina                                                                                  | Sabato notte/Quando c'incontriamo                                                       |
| PP 101             | 1961             | Eda Pov con Pantaleon Perez Prado e la sua orchestra                                  | Espirito/Non me pinche con cuchillo                                                     |
| PP 102             | 1961             | Eda Pov con Pantaleon Perez Prado e la sua orchestra                                  | Il fratello di Patricia/Notturno senza luna                                             |
| MH 103             | 1962             | Mina                                                                                  | Summertime/Tu sei mio                                                                   |
| PC 104             | 1962             | Pier Chini                                                                            | Sono al mar/Quando dormirai                                                             |
| MH 105             | 1962             | Mina                                                                                  | Giochi d'ombre/Un tale                                                                  |
| GS 106             | 1962             | Geronimo e I Solitari                                                                 | Agibudabar/La gente ci guarda                                                           |
| JC 107             | 1962             | Jack Collier & His Orchestra e Chorus (lato A)/John Van Horn & His Orchestra (lato B) | Ching Ching (Happy Jose)/Octopus Tango                                                  |
| AC 108             | 1962             | Alberto Cortez                                                                        | Renato/La escalera                                                                      |
| MD 109             | 1962             | Mario D'Alba                                                                          | Passa il tempo/Sono geloso del cielo                                                    |
| PC 112             | 1962             | Pier Chini                                                                            | Tornerò/Non ridere                                                                      |
| JVH 113            | 1962             | John Van Horn e la sua Orchestra                                                      | Tango italiano/Apache tango                                                             |
| MTQ 114            | 1962             | Modern Tropical Quartet                                                               | Chopin Cha Cha/Love in Copacabana                                                       |
| MH 115             | 1962             | Mina                                                                                  | Renato/Eclisse twist                                                                    |
| GS 117             | 1962             | Geronimo                                                                              | Giorni così/Baby doll                                                                   |
| MD 119             | 1962             | Mario D'Alba                                                                          | Attendere / Verde                                                                       |
| BC 124             | 15 ottobre 1962  | Bobby Curtola                                                                         | Fortune teller / Johnny take your time                                                  |
| MH 128             | 10-1962          | Mina                                                                                  | Il disco rotto / Si lo so                                                               |
| GS 129             | 1963             | Geronimo                                                                              | Antonella no, no, no / Un uomo meraviglioso                                             |
| PC 130             | 1963             | Pier Chini                                                                            | Quella / Uno che sa                                                                     |
| MH 131             | 1963             | Mina                                                                                  | Just Let Me Cry/Pretend That I'm Her                                                    |
| MH 132             | 1963             | Mina                                                                                  | Que no que no/Dindi                                                                     |
| GK 133             | 1963             | Georges Korafas                                                                       | Hey hey baby/Non amarmi così                                                            |
| MH 134             | 1963             | Mina                                                                                  | Stessa spiaggia stesso mare/Ollallà Gigi                                                |
| GS 135             | 1963             | Geronimo                                                                              | Quel che sempre cercai/Cleopatra                                                        |
| GK 136             | 1963             | Georges Korafas                                                                       | Take it easy and twist/Cleopatra                                                        |
| PC 137             | 1963             | Pier Chini                                                                            | Twist a 1000 giri/Sophie                                                                |
| MH 138             | 1963             | Mina                                                                                  | La ragazza dell'ombrellone accanto/Mi guardano                                          |
| EC 139             | 1963             | Elio Calì                                                                             | Butta una moneta/Gettono un twist                                                       |
| MH 140             | 1963             | Mina                                                                                  | Vulcano/Stranger Boy                                                                    |
| AC 141             | 1963             | Alberto Cortez                                                                        | Pretendo/Serenata in Portugal                                                           |
| AC 142             | 1963             | Alberto Cortez                                                                        | Tina/Un cuore d'oro                                                                     |
| SB 143             | 1963             | Silvana Blasi                                                                         | Dolce vivere/Sarebbe bello                                                              |
| EM 144             | 1963             | Enzo mele                                                                             | Non fare l'antipatica/Nel nulla                                                         |
| LD 145             | 1963             | Luciano Davy                                                                          | Tina/Just Let Me Cry                                                                    |
| LL 146             | 12 febbraio 1964 | Lalla Leone                                                                           | Non farti vedere/Mi pareva                                                              |
| EC 147             | 1964             | Elio Calì                                                                             | Baracca sul mare/Se ti ricorderai di me                                                 |
| MH 148             | 1964             | Mina                                                                                  | A volte/Non piangerò                                                                    |
| LC 149             | 1964             | Laura Casati                                                                          | Che sciocco che sei/Sembrava la solita storia                                           |
| GK 150             | 1964             | Georges Korafas                                                                       | Mr. John/I know, yes I know                                                             |
| AP 151             | 1964             | Angela                                                                                | Solo un attimo/Ditemi                                                                   |
| IS 152             | 1964             | Quattro Satelliti                                                                     | Adesso basta/Jenny                                                                      |
| MH 153             | 1964             | Mina                                                                                  | Rapsodie/Amore di tabacco                                                               |
| TS 154             | 1964             | Tony Spada                                                                            | E' giunta l'ora/Ragazzo solo                                                            |
| LC 155             | 1964             | Laura Casati                                                                          | Sette rose/Les fiances                                                                  |
| EA 156             | 1965             | El Giovanin e l'Angiolin                                                              | Stornellada dispettosa/Stornei al cardiopalma                                           |
| IS 157             | 1965             | Quattro Satelliti                                                                     | Hava naghila/Ricordando te                                                              |
| TN 158             | 1965             | Enrico Moy e Tino Negri                                                               | Se ti ricorderai di me/Quando ti ho vista                                               |
| MH 159             | 1965             | Mina                                                                                  | Young at Love/Slowly                                                                    |
| SG 160             | 1965             | Sandro Gerardi                                                                        | Un volto d'angelo/Nella soffitta                                                        |
| IS 161             | 1965             | Quattro Satelliti                                                                     | La gente sorride/Un giorno il vento può cambiare                                        |
| LC 162             | 1965             | Laura Casati                                                                          | Solo sabbia e mare/A sud del Congo                                                      |
| JF 163             | 1965             | Jo Fedeli e i Corsari                                                                 | Una palla di gomma/E' andata così                                                       |
| LL 164             | 1965             | Lalla Leone                                                                           | Dormi dormi (cara bambina)/Le solite parole                                             |
| AR 165             | 1965             | Annarita                                                                              | Se vuoi saperlo (da domani)/Raccontando piangerò                                        |
| N 166              | 1965             | Natalino                                                                              | Non lasciarmi/Voi parlate ma...                                                         |
| GS 167             | 1965             | Geronimo e I Solitari                                                                 | Quando dovrai partire/Se tu sapessi                                                     |
| LD 168             | 1965             | Luciano Davy                                                                          | Fiesta Brasiliana/ ?                                                                    |
| N 169              | 1966             | Natalino                                                                              | Non lasciarmi/Voi parlate ma...                                                         |
| N 170              | 1966             | Natalino                                                                              | La doccia/La prima pioggia                                                              |
| T 171              | 1966             | Tamy                                                                                  | Gloria in excelsis deo/E neppure io                                                     |
| JF 172             | 1966             | Jo Fedeli                                                                             | Lo stesso giorno, la stessa ora/Per dirti ciao                                          |
| M 173              | 1966             | Michelino                                                                             | Mister Tamburino/Stop op                                                                |
| BV 174             | 1967             | Bruno Venturini                                                                       | Napule senza te/Coccio di vetro                                                         |
| M 177              | 1967             | Michelino                                                                             | E' un vero peccato/Ho preso un pallino per te                                           |
| LL 178             | 1967             | Lalla Leone                                                                           | Non mi capirai/Più due innamorati                                                       |
| CC 179             | 1967             | Les Collégiennes de la Chanson                                                        | Cicca cicca laminé/Non voglio più                                                       |
| LL 180             | 1967             | Lalla Leone                                                                           | Tante, tante, tante, tante, tante/Ma come va                                            |
| BV 181             | 1967             | Bruno Venturini                                                                       | 'A canzona/Napule senza te                                                              |
| LL 182             | 1967             | Lalla Leone                                                                           | Sei come sei/Se mi tieni più vicino                                                     |
| CC 183             | 1967             | Les Collégiennes de la Chanson                                                        | Pour la première fois/Dépêche-toi de vivre/Je ne sais pas comment lui dire (disco tris) |
| LL 185             | 1968             | Lalla Leone (lato A)/Fausto Mola (lato B)                                             | La ragazza Venerdì/La paura mia                                                         |
| MR 186             | 1968             | Marco Romano                                                                          | La gente che lavora/Giorno che te ne vai                                                |
| MO 187             | 1968             | Mordred                                                                               | L'ultimo treno/Cosa vuol dire                                                           |
| AR 188             | 1968             | Annamaria Rame                                                                        | Io mi sposo per amore/Una sola come te                                                  |
| PV 189             | 1968             | Piero Valli                                                                           | Guardami negli occhi/Quando sarai lontana                                               |
| RP 190             | 1969             | Renata Pacini                                                                         | Good-bye My Love/Troppo presto, troppo tardi                                            |
| IP 191             | 1969             | I Principi                                                                            | Amore e Dixie/Il primo pensiero                                                         |
| FM 192             | 1969             | Fausto Mola                                                                           | Ti voglio bene (da morire)/Quanto mai                                                   |
| RP 194             | 1969             | Renata Pacini                                                                         | Zum Zum Zum/Viso d'angelo                                                               |
| J 195              | 1969             | Jacono                                                                                | La felicità è un arcobaleno/L'unico si                                                  |
| RP 196             | 1969             | Renata Pacini                                                                         | Un sole tutto d'oro/Come ogni sera                                                      |
| FN 197             | 1969             | Le Forze Nuove                                                                        | Dentro di me/Ora tu sei qui                                                             |
| LA 198             | 1969             | Los Albas                                                                             | Kyrie eleison/La ultima noche                                                           |
| FN 199             | 1970             | Le Forze Nuove                                                                        | Che nome dai/Le 7 del mattino                                                           |
| CV 200             | 1970             | Caterina Valente                                                                      | Merica Merica Woom Woom/Non parlerò                                                     |
| AS 201             | 1970             | Ascanio                                                                               | Un mondo nell'anima/Tu sei la mia domenica                                              |
| CS 202             | 1970             | Fred Bongusto                                                                         | Venga a prendere il caffè da noi - Tema principale/Preludio                             |
| PC 219             | 1970             | Paolo e i Crazy Boys                                                                  | Sorriso di donna/Alla stazione                                                          |
| IT 221             | 1971             | Paolo e i Crazy Boys                                                                  | La mia colpa è di amare Maria/Angela (un'ombra bianca)                                  |
| IT 222             | 1971             | Erminio Macario                                                                       | Lady Laura/Uomo solo                                                                    |
| IT 223             | 1971             | Paolo Giammarini                                                                      | Facciamoci compagnia/Il gabbiano/Nel cuore della notte/Giulietta e Romeo                |
| IT 228             | 1971             | Roberto Vecchioni                                                                     | Io non devo andare in via Ferrante Aporti/Povero ragazzo                                |
| IT 230             | 1972             | Paolo e i Crazy Boys                                                                  | Piccola Eva/Desiderio                                                                   |
| IT 231             | 1972             | Andrea Balestri                                                                       | Chi è che ha rubato il mare?/Mamma vorrei                                               |
| IT 234             | 1972             | Andrea Balestri                                                                       | Lettera a Pinocchio/Yppi ya ya                                                          |
| IT 235             | 1972             | Fabio                                                                                 | Vivere un po'/Io, tu e ...                                                              |
| IT 236             | 1972             | Nicola D'Alessio                                                                      | Filumena si' 'ddoce/Fischio a Maria                                                     |